# 黄爱 (翻译家)
黄爱（1919年—2008年9月28日），笔名黄雨石，湖北钟祥人，毕业于清华大学英语系，中国作家协会成员、中国大陆翻译家。

## 生平
1919年，黄爱出生在湖北省钟祥市。
1950年，黄爱从清华大学英语系毕业。

## 作品
- 《毛泽东选集》英文版

- 《雾都孤儿》（查尔斯·狄更斯）[1]

- 《沉船》（泰戈尔）

- 《众生之路》（塞米尔·巴特勒）

- 《虹》（大卫·赫伯特·劳伦斯）[2]

- 《一个青年艺术家的画像》（詹姆斯·乔伊斯）[3]

- 《黑夜的心·吉姆爷》（约瑟夫·康拉德）[4]

## 奖项
- 中国翻译协会“资深翻译家”荣誉称号。